# 池田政韶
池田 政韶（いけだ まさあきら）は、江戸時代中期の武士。通称は郡次郎、久之助、永之助。

## 略歴
享保19年（1734年）、旗本・池田喜以の長男として誕生。
宝暦4年（1754年）11月25日、9代将軍・徳川家重に初御目見するが、宝暦8年5月27日（1758年7月2日）、家督を継がずして25歳で早世した。